# Hana to Yume
Hana to Yume (花とゆめ Hoa và Mộng) là một tạp chí shōjo manga của Nhật Bản phát hành mỗi tháng 2 số bởi nhà xuất bản Hakusensha.
Tạp chí được phát hành vào ngày mùng 5 và mùng 20 mỗi tháng. Nó còn được độc giả gọi là HanaYume (花ゆめ HanaYume). Quyển tạp chí khổ B5, gần bằng quyển danh bạ điện thoại và luôn có furoku (phụ lục) đi kèm, hay nói cách khác là những vật phẩm miễn phí như drama CD, shitajiki, hợp tuyển manga, văn phòng phẩm và lịch cho ấn phẩm Năm mới.

## Về tạp chí
Những series manga được phát hành trên Hana to Yume sẽ được chuyển thành tankōbon dưới nhãn, Hana to Yume Comics (花とゆめコミックス Hana to Yume Comics). Các series phát hành trên các tạp chí liên quan như Bessatsu Hana to Yume, LaLa, LaLa DX and Melody cũng được phát hành cùng nhãn đó, tuy nhiên một số series nhất định trên Melody lại được phát hành dưới nhãn Jets Comics (ジェッツコミックス).
95% độc giả của tạp chí là nữ; trong đó bao gồm 4% độc giả dưới 13 tuổi, 62.2% từ 13–18 tuổi, 18.6% từ 19–23 tuổi, và 15.2% còn lại là từ 24 tuổi trở lên.

### Lịch sử
Hana to Yume bắt đầu xuất bản hàng tháng vào tháng 5 năm 1974 với hình minh họa của Kazuko Koyano ở trang bìa với giá 280 yên. Tuy nhiên, tạp chí đã phát hành 1 tháng 2 số vào tháng 1 năm 1975 thay vì mỗi tháng một số. Giá hiện tại của Hana to Yume là 290 yên.
Năm 1976, hai năm sau khi Hana to Yume xuất bản lần đầu tiên, LaLa - còn được biết đến trước đó là Hana to Yume LaLa, đã được tạo thành như 1 tạp chí chị em với Hana to Yume. Sau đó La La đã trở thành 1 tạp chí độc lập với các tạp chí chị em của chính mình là LaLa DX và LaLa Special.
Vào năm 2006, doanh số của Hana to Yume dẫn đầu các bảng xếp hạng với 290,000 bản trong khi đối thủ của nó là Sho-Comi chỉ là 260,000 bản.
Năm 2009, tạp chí kỉ niệm 35 năm thành lập và đã hợp tác với Yahoo! Japan Comic - ở đây cũng đang phát hành số series manga Garasu no Kamen của Suzue Miuchi. Bộ truyện Hanazakari no Kimitachi e của Hisaya Nakajō là một trong số 235 tựa truyện hiện có thể đọc trực tuyến. Để kỉ niệm ngày thành lập của tạp chí, một chương trình internet radio đã được phát thanh trên Yahoo! Japan trong vòng 1 tiếng rưỡi. Suzue Miuchi là khách mời trên tập thứ hai của chương trình radio, phát vào ngày 04 tháng 05.

## Manga đang phát hành
- Akatsuki no Yona - Mizuho Kusanagi
- Berry Berry - Banri Hidaka
- Gekkan no Katoba - Maiko Yamaguchi
- Hana no Kishi - Mai Nishikata
- Hana to Akuma - Hisamu Oto
- Hoshi wa Utau - Natsuki Takaya
- Issho ni Ne Yō yo - Takao Shigeru (chỉ xuất hiện trên những số lẻ)
- Kaizoku to Ningyo - Tatsuya Kiuchi
- Kyō mo Ashita mo - Emura
- Lovesick - Satoshi Morie
- Love So Life - Kaede Kōchi
- Kamada Gyūnyū Hanbai Ten - Takami Konohana
- Monokuro Shōnen Shōjo - Ryōko Fukuyama
- Ōji to Majo to Himegimi to - Kō Matsuzuki
- Ore-sama Teacher - Izumi Tsubaki
- Seiyū-ka! - Maki Minami
- Skip Beat! - Yoshiki Nakamura
- Yami no Matsuei - Yōko Matsushita (gián đoạn từ năm 2003)

## Manga đã phát hành
Danh sách này chưa đầy đủ.

### A
- Aka-chan to Boku - Marimo Ragawa
- Akai Kiba Burū Sonetto - Masahiro Shibata
- Akiyoshi Family Series - Banri Hidaka
- Asa Kara Pika☆Pika - Miyuki Yamaguchi
- Atsuku Made Matte - Satosumi Takaguchi
- Arakure - Kiyo Fujiwara

### B
- Berry Berry - Banri Hidaka
- Blue Wars - Yoshiki Nakamura
- Boku ga Utau to Kimi wa Warau Kara - Natsuki Takaya
- Billion Girl - Miwa Sakai (moved to Asuka)
- Bloody Kiss - Kazuko Furumiya
- Boku no Chikyū wo Mamotte - Saki Hiwatari

### C
- Chinkonkyoku no Okunoin - Kaori Yuki

### D
- Dear Mine - Takao Shigeru
- Dragon Pigmario - Shinji Wada
- Dragon Rider - Runa Ikemi
- D-Walk - Makoto Tateno

### F
- Fairy Cube - Kaori Yuki
- Fruits Basket - Natsuki Takaya
- Full House Kiss - Shiori Yuva

### G
- Gakuen Alice - Tachibana Higuchi
- Gatcha Gacha - Yutaka Tachibana
- Gen'ei Musō - Natsuki Takaya
- Gin no Romantic... Wahaha - Izumi Kawahara
- Garasu no Kamen - Suzue Miuchi (moved to Bessatsu Hana to Yume)
- Global Garden - Saki Hiwatari

### H
- Hachimitsu no Hana - Tatsuya Kiuchi
- Hakushaku Cain - Kaori Yuki
- Hanazakari no Kimitachi e - Hisaya Nakajo
- Help!! - Kiyo Fujiwara
- Hitomi Genki Kingdom - Mao Fujisaki
- Hitsuji no Namida - Banri Hidaka

### I
- Itsudemo Otenki Kibun - Marimo Ragawa

### J
- Joshi Mōsō Shōkōgun - Ichiha

### K
- Karakuri Odette - Julietta Suzuki
- Koko ni Hana wo!! - Aya Kanno
- Koko wa Greenwood - Yukie Nasu
- Kirameki☆Gingachō Shōten Gai - Yūki Fujimoto
- Kamisama Hajimemashita - Julietta Suzuki

### L
- Ludwig Kakumei - Kaori Yuki

### M
- Majyotsuko Momoka – Zirocks
- M to N no Shōzō - Tachibana Higuchi
- Meine Liebe - Rei Izawa
- Michibata no Tenshi  - Emura
- Missing Piece - Hisaya Nakajo
- Mōsukoshi Ganbarimashō - Maiko Yamaguchi
- MVP wa Yuzurenai - Yoshiki Nakamura

### N
- Nana'iro no Shinwa - Emura
- Natsu e no Tobira - Keiko Takemiya
- Nebagiba! - Hiromu Mutō
- NG Life - Mizuho Kusanagi
- Nōsatsu Junkie - Ryōko Fukuyama
- Namaikizakari - MIYUKI Mitsubachi

### O
- Ohoshi-sama ni Onegai! – Mao Fujisaki

### S
- Shanimuni Go - Marimo Ragawa
- Skip Beat! - Yoshiki Nakamura
- S·A - Maki Minami
- Sugar Princess - Hisaya Nakajo
- Sukeban Deka - Shinji Wada
- Swan Lake - Tachibana Higuchi

### T
- Teisei Nenki Maitreya  - Takako Shii
- Tenshi Kinryoku - Kaori Yuki
- Teru Teru Shōnen - Takao Shigeru
- Tokyo Crazy Paradise - Yoshiki Nakamura
- Tokyo Shōnen Monogatari - Marimo Ragawa
- Tonari no Megane-kun - Yūki Fujimoto
- Tsubasa wo Motsu Mono - Natsuki Takaya

### V
- V-K☆Company - Miyuki Yamaguchi
- V.B. Rose - Banri Hidaka
- Venus Capriccio - Mai Nishikata
- Vua Quái Vật Và Nàng Công Chúa Hiến Tế - Yu Tomofuji

### W
- Wild Kiss - Hisaya Nakajo
- W Juliet - Emura
  - W Juliet II - Emura

### Y
- Yorozuya Tōkaidō Honpo - Ryō Saenagi
- Yorugata Aijin Senmonten -Blood Hound- DX - Kaori Yuki
- Yumemiru Happa - Hisaya Nakajo

### Z
- Zero Count - Hiromu Mutō

## Tạp chí liên quan

### Theo Nhà xuất bản
- Bessatsu Hana to Yume
- LaLa
- LaLa DX
- Melody
- The Hana to Yume

### Theo thể loại
- Nakayoshi
- Asuka
- Margaret